# Taranta (Cassano d'Adda)
Taranta (pronunciato Tarànta) è una frazione del comune di Cassano d'Adda.
È formata prevalentemente da ville poste lungo l'incrocio tra le strade che portano a Cassano d'Adda, Treviglio e Fara Gera d'Adda. Sono parte del piccolo centro abitato un bar-trattoria ed un ippodromo. A causa del basso numero di abitanti, localmente è considerata come una località.

## Geografia fisica
Si trova lungo la sponda orientale del fiume Adda su un terreno pianeggiante, lungo la periferia della Gera d'Adda.

## Origini del nome
Il nome deriva dal drago Tarantasio che secondo le leggende viveva nel lago Gerundo, un affresco raffigurante la scena della sconfitta del drago è posta al di sopra del portale d'accesso della cascina Taranta, edificata nel 1539.